# The Vanishing of Ethan Carter
The Vanishing of Ethan Carter es un videojuego de terror y de aventuras desarrollado por el estudio polaco The Astronauts para Microsoft Windows, PlayStation 4 y Xbox One, y que salió al mercado el 26 de septiembre de 2014.

## Jugabilidad
The Vanishing of Ethan Carter está ambientado como un videojuego de mundo abierto, en el que el jugador puede pasear y explorar a voluntad. El jugador puede usar habilidades paranormales para resolver crímenes, como detectar dónde se encuentran los objetos importantes o montar la línea de tiempo de los eventos relacionados con una muerte determinada.

## Sinopsis
En 1973, el investigador paranormal Paul Prospero recibe una carta de un joven admirador llamado Ethan Carter, de apenas 12 años, inspirándole en viajar a su ciudad natal, Red Creek Valley, en el estado de Wisconsin. Al llegar, comienza a encontrar fenómenos paranormales inquietantes, así como evidencias de recientes episodios violentos en ese pequeño pueblo minero.
A medida que avanza en su investigación, Prospero descubre el oscuro secreto de la familia Carter: Ethan había liberado un espíritu malévolo conocido como el Durmiente, que amenazaba la vida de sus seres queridos. Cuando su tío y su madre trataron de sacrificarlo para apaciguar al diabólico ser, Ethan escapó con la ayuda de su padre, quien se suicidó en un esfuerzo por no convertirse en un esclavo del Durmiente como lo acabó siendo el hermano mayor de Ethan, Travis.
Utilizando un elaborado mural creado por Ethan, Prospero descubre que, de hecho, el temido Durmiente es sólo fruto de la imaginación de Ethan. El culto al monstruo era todo una invención, como lo fueron las muertes de los miembros de la familia durante la investigación. Ethan había construido un santuario dentro de una mansión en la ciudad para escapar de su familia, particularmente su madre dominante y su hermano y su tío, ambos abusivos. Cuando su madre incendia accidentalmente la casa familiar, atrapando a Ethan en la habitación sin forma de escapar, convoca a Prospero para que le dé consuelo mientras se consume con el humo al representar una serie de eventos ficticios. Habiendo cumplido su propósito, Prospero le dice a Ethan que lo suelte, y que les espera una nueva historia antes de que ambos se desvanezcan del mundo.

## Desarrollo
El juego fue desarrollado por tres antiguos empleados de los estudios People Can Fly, que anteriormente, junto con la compañía, habían trabajado en videojuego de disparos en primera persona. El equipo estaba interesado en pasar a juegos con más historia y dinámica. Al formar su propia compañía, The Astronauts, el equipo tenía la libertad que necesitaban para trabajar en un proyecto sujeto a las nuevas expectativas.
Desde el principio, el juego siempre se centró en el terror. Al diseccionar el género, el diseñador principal, Adrian Chmielarz, descubrió el género de la ficción extraña y, a partir de ahí, la historia corta El incidente del Puente del Búho, escrita por el periodista Ambrose Bierce en 1890, de la que se inspiró. Aunque afirmó que tenía la idea básica en mente antes de leerla, la historia ayudó a certificar el concepto en la mente de Chmielarz.
Sintiendo que las configuraciones en los juegos eran "poco artificiales", el equipo se inspiró en la naturaleza para crear un mundo más natural. El escenario en particular toma inspiración de las Montañas de los Gigantes, en Polonia, con Chmielarz describiendo el juego como "rodado" allí. El equipo utilizó tecnología de fotogrametría para crear el entorno del juego y hacer que se parezca a la cordillera.

## Recepción
The Vanishing of Ethan Carter recibió críticas positivas. Los sitios web GameRankings y Metacritic dieron a la versión del videojuego en PlayStation 4 una valoración de un 82,37% sobre 100 con base en 32 revisiones, y de 82 sobre 100, basado en 41 revisiones, en la versión para ordenador. El juego vendió 60.000 copias en su primer mes en venta.
Julian Aidan de Hardcore Gamer elogió su mundo abierto, sus diseños visuales y la historia, pero criticó la jugabilidad por ser demasiado lineal, y también encontró que el aspecto narrativo del juego era débil. Shaun McInnis, para GameSpot, elogió la simple pero divertida y cautivadora historia formada de enigmas, con gráficos excepcionales y entornos impresionantes, pero achacando su extraño y vago sistema de guardado automático. Este punto también fue criticado por Christopher Livingston, de PC Gamer, que basó sus puntos fuertes en los actores que dieron voz a los personajes del videojuego, en la intriga del mismo y en lo variado de su contenido.
The Vanishing of Ethan Carter recibió el premio al Mejor juego innovador en los premios Best Game Innovation Awards en los Premios BAFTA de Videojuegos de 2015.